# Cycas hainanensis
Cycas hainanensis — вид голонасінних рослин класу саговникоподібні (Cycadopsida).
Етимологія: від зростання в острівній провінції Хайнань, з латинським суфіксом -ensis, що означає походження.

## Опис
Стовбури деревовиді, до 0.3–1.5(3.5) м заввишки, 30 см діаметром у вузькому місці; 50–80 листків у кроні. Листки яскраво-зелені, дуже блискучі, довжиною 70–230 см. Пилкові шишки веретеновиді, зелені або кремові, довжиною 35–47 см, 10–12 см діаметром. Мегаспорофіли 16–17 см завдовжки, коричнево-повстяні. Насіння від майже кулястого до яйцеподібного, 35–40 мм завдовжки, 30–35 мм завширшки; саркотеста жовта, не вкрита нальотом, товщиною 2 мм.

## Поширення, екологія
Країни поширення: Китай (Хайнань). Росте на висотах від рівня моря до 1200 м. Цей вид зустрічається в тропічних джунглях і заростях з рідкими деревами. Рослини ростуть на вапняках і вулканічних субстратах у тропічному лісі. Острів вражають тайфуни практично щороку.

## Використання
Рослини використовуються в медицині для полегшення кашлю.

## Загрози та охорона
Деякі популяції знаходяться під загрозою або були знищені розвитком сільського господарства та дорожнього будівництва. Вирубка також може бути загрозою. Рослини охороняються деяких заповідниках і в англ. Tongguling National Nature Reserve.

## Систематика
В деяких джерелах розглядається як синонім Cycas taiwaniana Carruth.